# دهستان نصرت‌آباد (زاهدان)
دهستان نصرت‌آباد نام دهستانی در بخش نصرت‌آباد شهرستان زاهدان، استان سیستان و بلوچستان در ایران است. براساس سرشماری مرکز آمار ایران در سال ۱۳۸۵، جمعیت آن ۵۹۶۲ نفر (۱۱۳۴ خانوار) بوده‌است.